# 132 (số)
132 (một trăm ba mươi hai) là một số tự nhiên ngay sau 131 và ngay trước 133.